# تونی بارت
تونی بارت (انگلیسی: Tony Barratt؛ زادهٔ ۱۸ اکتبر ۱۹۶۵) بازیکن فوتبال اهل بریتانیا است.
از باشگاه‌هایی که در آن بازی کرده است می‌توان به باشگاه فوتبال هارتل پول یونایتد، باشگاه فوتبال یورک سیتی، باشگاه فوتبال گریمزبی تاون، و باشگاه فوتبال بیشاپ اوکلند اشاره کرد.